# Sawatch Range
Sawatch Range är en bergskedja i centrala Colorado i USA som innehåller åtta av de tjugo högsta bergstopparna i Klippiga bergen, där Sawatch Range ingår. Bland dessa finns Klippiga bergens högsta berg Mount Elbert, som är 4 401 meter högt. 
Bergskedjan är orienterad i nordväst-sydostlig riktning och är omkring 130 kilometer (80 miles) lång, från 39°37′36″N 106°32′13″W i norr till 38°5′51″N 106°3′48″W i söder. I bergskedjan finns femton bergstoppar med en höjd på över 14 000 fot (4 267 meter), så kallade "fourteeners". Sawatch Range utgör en del av Nordamerikanska vattendelaren, och den östra sluttningen avvattnas genom källflöden till Arkansas River. På västra sidan avvattnas berget av floderna Roaring Fork River, Eagle River och Gunnison River, alla källflöden till Coloradofloden. 
Sawatchbergen är i allmänhet höga och massiva, med relativt beskedliga lutningar. Även om vissa toppar är tillräckligt svåra för att kräva bergsklättringsteknik, kan de flesta bestigas med en okomplicerad men mödosam vandring. Bland de mest kända topparna är Mount Elbert, Mount Massive, La Plata Peak, Mount of the Holy Cross samt de så kallade Collegiate Peaks, bestående av Mount Columbia, Mount Harvard, Mount Princeton, Mount Yale, Mount Belford och Mount Oxford.
Delstatsväg 82 korsar bergskedjan vid Independence Pass. Ett annat pass är Cottonwood Pass, som sammanbinder staden Buena Vista, Colorado med Gunnison County på andra sidan. Både Independence Pass och Cottonwood Pass är över 12 000 fot (3 658 meter), vilket gör dem bland de högsta i Colorado och de är i allmänhet bara öppna från senvåren till mitten av hösten. Ett tredje pass, Hagerman Pass, sammanbinder Arkansas Rivers källor nära Leadville med Fryingpan Rivers övre floddal. Hagermanpasset kan korsas med fyrhjulsdrivna fordon och även till fots under sommaren och den tidiga hösten. I bergskedjan finns många vandringsleder inom San Isabel National Forest och White River National Forest.